# Моріц Стіллер
Мо́ріц Сті́ллер (17 липня 1883 , Гельсінкі  — 8 листопада 1928 , Густав Ваза ) — шведський актор, сценарист та режисер німого кіно.
Стіллер був піонером шведської кіноіндустрії, сценаристом і режисером багатьох короткометражних фільмів, починаючи з 1912 року. Коли компанія Metro-Goldwyn-Mayer запросила його до Голлівуду як режисера, він приїхав зі своїм новим відкриттям — Гретою Ґустафссон, чиє сценічне ім'я Ґрета Ґарбо, як вважають, запропонував саме він.
Після частих розбіжностей з керівниками студій MGM та Paramount Pictures Стіллер повернувся до Швеції, де невдовзі помер.

## Біографія
Моріц Стіллер народився 17 липня 1883 в Гельсінкі, Фінляндія, в сім'ї польських євреїв, справжнє ім'я — Мойше Штіллер. Його мати покінчила життя самогубством, коли йому були чотири роки. Після цього виховувався в родині друзів батьків. З дитинства виявив цікавість та здібності до театру та у 1899—1909 роках працював актором в різних провінційних театрах Фінляндії та Швеції. Був призваний в російську армію, але, не бажаючи служити, втік до Швеції. У 1910-12 роках очолював експериментальний театр Лілла-театр у Стокгольмі.

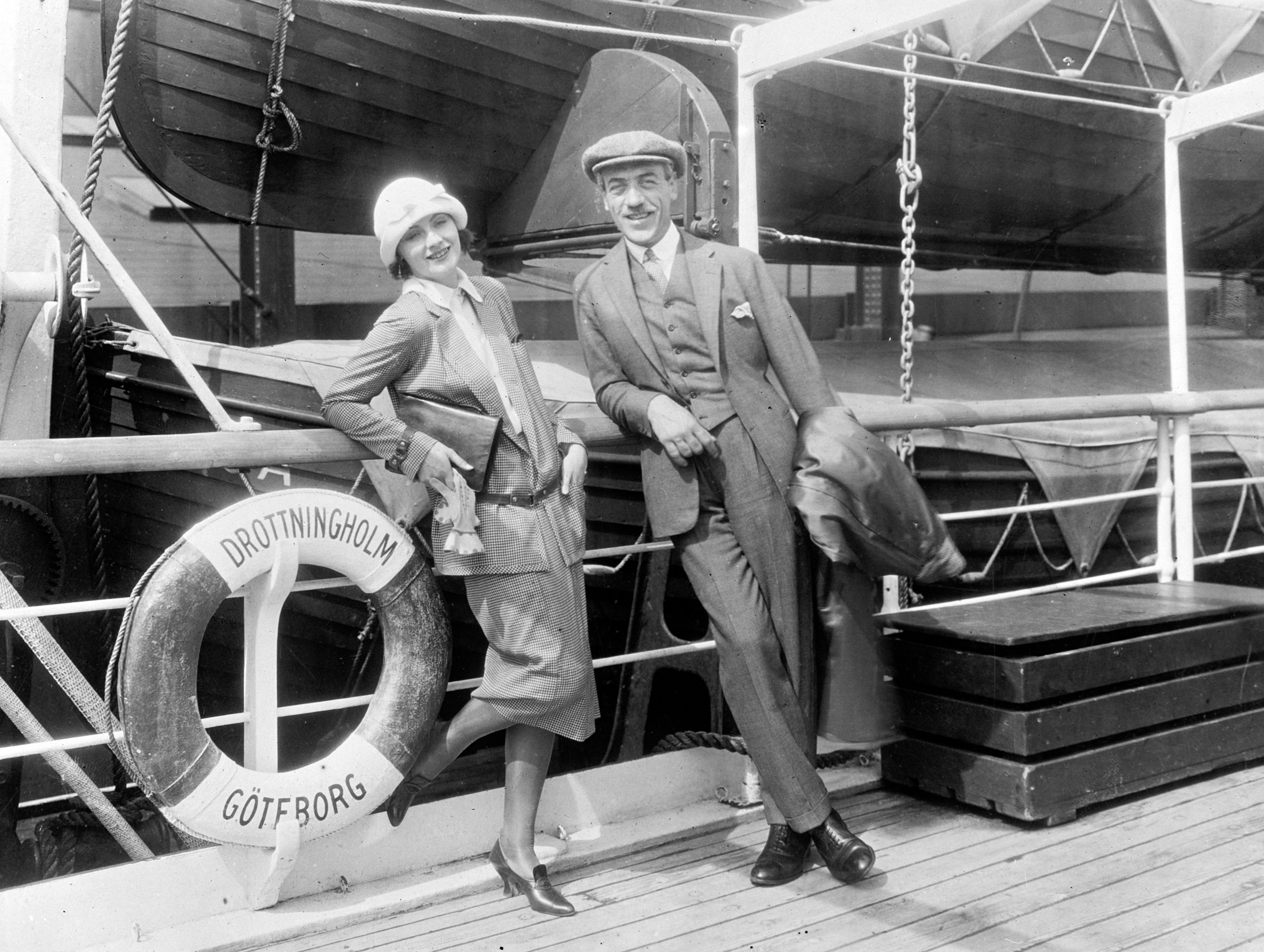
Грета Гарбо і Моріц Стіллер на пароплаві «S/S Drottningholm» на шляху до США (1925)

У 1912 році Моріц Стіллер почав роботу в індустрії німого кіно, що швидко розвивалася у Швеції того часу, одночасно як сценарист, режисер (дебютував фільмом «Мати і дочка», швед. Mor och dotter) та актор короткометражних фільмів. Як актор він знявся всього в п'яти фільмах, і після 1912 року практично завершив акторську кар'єру, щоб мати більше часу на сценарії й режисуру. Згодом Стіллер перейшов до повнометражних фільмів.
У 1916 році зняв фільм «Крила» про геїв, за мотивами роману Германа Банґа «Мікаель» 1902 року.
У 1918 році поставлений ним фільм «Перший син Томаса Грааля» (швед. Thomas Graals bästa barn) з Віктором Шестремом у головній ролі отримав багато відгуків у пресі. До 1920 року Стіллер, що зняв на той час понад тридцять п'ять фільмів, був провідною фігурою шведської кіноіндустрії.
У 1920 році в Королівському Драматичному Театрі в Стокгольмі Моріц Стіллер побачив молоду акторку Грету Густафсон, і запропонував їй важливу роль другого плану у фільмі «Сага про Єсту Берлінґа» за романом Сельми Лагерлеф. Він також вибрав для неї сценічний псевдонім Грета Гарбо. Фільм мав значний успіх, і Стіллер та Гарбо вирушили до США, де прийняли пропозицію Луїса Маєра про прийом на роботу в компанію Метро-Голдвін-Маєр.
У Голлівуді Стіллер почав працювати над фільмом «Спокусниця». Проте, він не зміг адаптуватися до роботи у складі великої студії, і після низки конфліктів був звільнений, а фільм переданий Фреду Нібло. Стіллер був негайно прийнятий на роботу в суперницьку студію Famous Players — Lasky Corporation, де зняв три фільми, але був звільнений під час знімання четвертого як результат постійних розбіжностей з власниками студії.
Моріц Стіллер повернувся до Швеції в 1927 році, де наступного року помер від плевриту у сорок п'ять років. Він похований на Північному цвинтарі Стокгольма.

## Особисте життя
З початку 1930-х років існують чутки, що Моріц Стіллер мав гомосексуальні стосунки зі шведським актором Нільсом Астером.

## Вибрана фільмографія
Режисер та сценарист
| Рік  |     | Назва українською                | Оригінальна назва             | Режисер | Сценарист |
| ---- | --- | -------------------------------- | ----------------------------- | ------- | --------- |
| 1912 |     | Мати і дочка                     | Mor och dotter                | Так     | Так       |
| 1912 |     | Чорні маски                      | De svarta maskerna            | Так     | Так       |
| 1912 |     | Жених-тиран                      | Den tyranniske fästmannen     | Так     | Так       |
| 1912 |     | Садівник                         | Trädgårdsmästaren             |         | Так       |
| 1913 | к/м | Вампір                           | Vampyren                      | Так     | Так       |
| 1913 |     | Коли кохання вбиває              | När kärleken dödar            | Так     | Так       |
| 1913 |     | Прикордонний інцидент            | Gränsfolken                   | Так     |           |
| 1913 |     | Сучасна суфражистка              | Den moderna suffragetten      | Так     | Так       |
| 1913 |     | Життєвий конфлікт                | Livets konflikter             |         | Так       |
| 1914 | к/м | Брати                            | Bröderna                      | Так     | Так       |
| 1914 |     | Заради свого кохання             | För sin kärleks skull         | Так     | Так       |
| 1914 |     | Червона вежа                     | Det röda tornet               | Так     | Так       |
| 1915 |     | Месник                           | Hämnaren                      | Так     |           |
| 1915 |     | Мадам де Теб                     | adame de Thèbes               | Так     |           |
| 1915 |     | Коли художники кохають           | När konstnärer älska          | Так     |           |
| 1915 |     | Його шлюбна ніч                  | Hans bröllopsnatt             | Так     |           |
| 1916 |     | Кинджал                          | Dolken                        | Так     | Так       |
| 1916 | к/м | Кохання і журналістика           | Kärlek och journalistik       | Так     |           |
| 1916 |     | Крила                            | Vingarne                      | Так     | Так       |
| 1916 | к/м | Балетна примадонна               | Balettprimadonnan             | Так     |           |
| 1917 |     | Найкращий фільм Томаса Гроля     | Thomas Graals bästa film      | Так     |           |
| 1917 |     | Олександр Великий                | Alexander den Store           | Так     | Так       |
| 1918 |     | Найкраща дитина Томаса Гроля     | Thomas Graals bästa barn      | Так     |           |
| 1919 |     | Пісня про багрово-червону квітку | Sången om den eldröda blomman | Так     | Так       |
| 1919 |     | Гроші пана Арне                  | Herr Arnes pengar             | Так     | Так       |
| 1920 |     | Еротикон                         | Erotikon                      | Так     | Так       |
| 1921 |     | Юхан                             | Johan                         | Так     | Так       |
| 1921 |     | Біженці                          | De landsflyktige              | Так     | Так       |
| 1923 |     | Сага про Гуннара Геде            | Gunnar Hedes saga             | Так     | Так       |
| 1924 |     | Сага про Єсту Берлінґа           | Gösta Berlings saga           | Так     | Так       |
| 1926 |     | Спокусниця                       | The Temptress                 | Так     |           |
| 1927 |     | Готель «Імперіал»                | Hotel Imperial                | Так     |           |
| 1927 |     | Колючий дріт                     | Barbed Wire                   | Так     |           |
| 1927 |     | Жінка під судом                  | The Woman on Trial            | Так     |           |
| 1928 |     | Вулиця гріха                     | Street of Sin                 | Так     |           |

Актор
| Рік  |    | Українська назва  | Оригінальна назва   | Роль                  |
| ---- | -- | ----------------- | ------------------- | --------------------- |
| 1912 | ф  | Мати і дочка      | Mor och dotter      | граф Рауль де Саліньї |
| 1912 | ф  | Садівник          | Trädgårdsmästaren   | пасажир               |
| 1912 | кф | Навесні життя     | I livets vår        | лейтенант Плейн       |
| 1914 | кф | Коли теща править | När svärmor regerar | Еліас, пастор         |
| 1926 | ф  | Крила             | Vingarne            | директор              |